# Bibliotheek en museum van de gastronomie

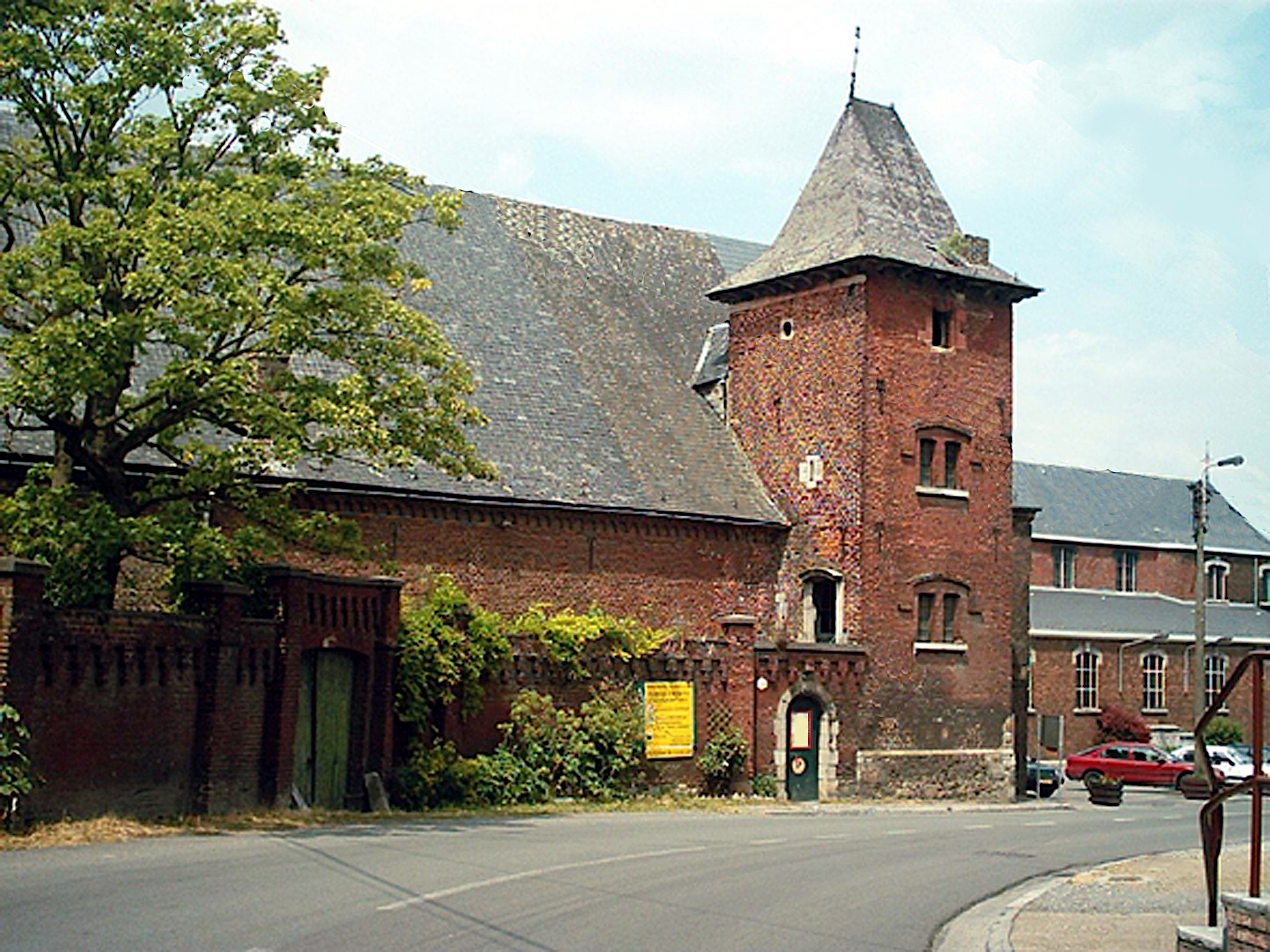
Ingang van de ferme castrale

De Bibliotheek en het museum van de gastronomie, opgericht door een vereniging zonder winstoogmerk en beheerd door een klein team van vrijwilligers, bevindt zich in Hermalle-sous-Huy, een deelgemeente van Engis, en is gewijd aan de geschiedenis van de gastronomie. De Franse benaming is "Bibliothèque et musée de la Gourmandise".

## Bibliotheek

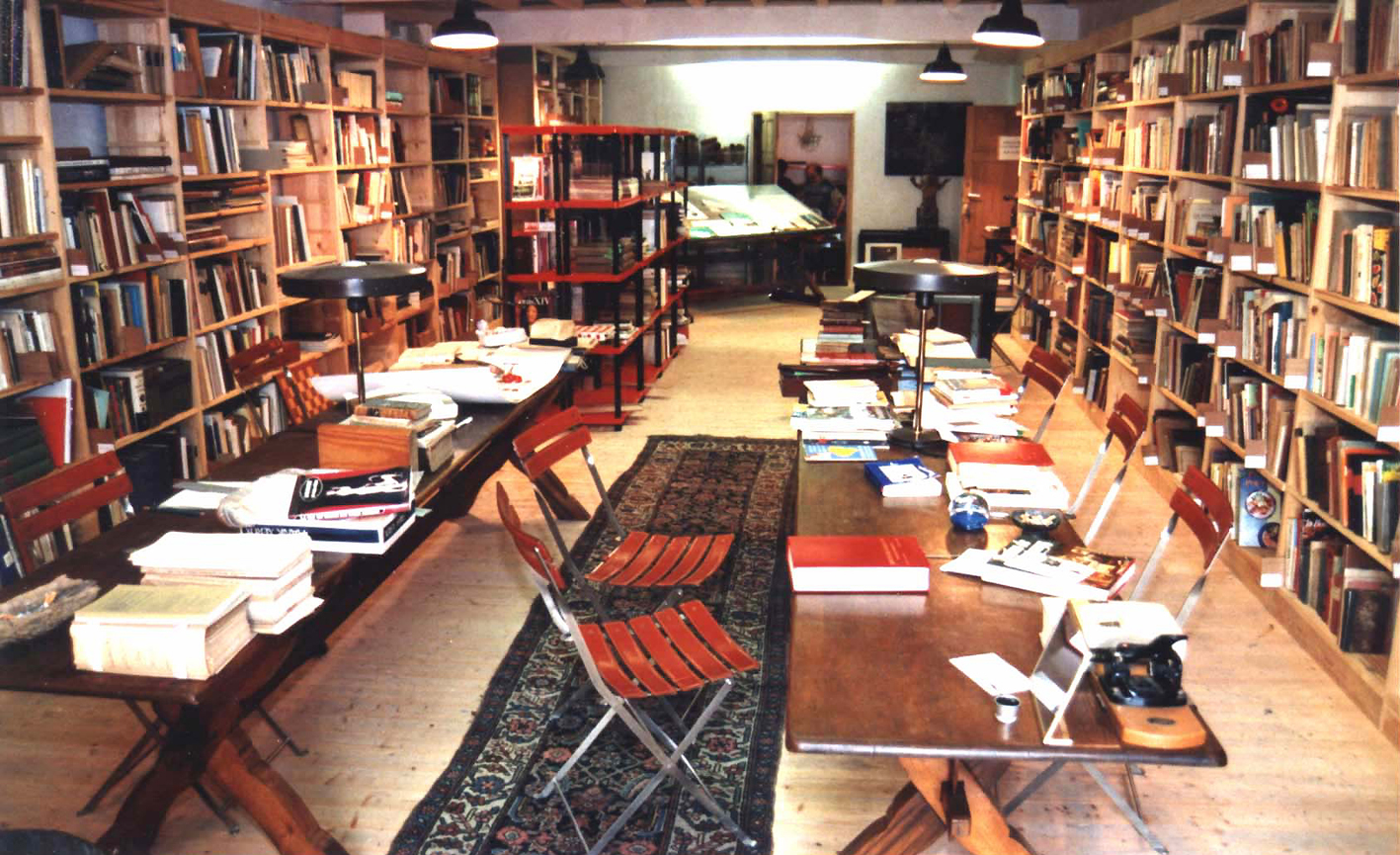
Leeszaal

De bibliotheek is de belangrijkste verzameling van gastronomische boeken in België, Het is een van de 20 grootste van Europa.
De (vooral oude) boeken handelen over de voeding, de tafelkunsten en over tabak – vooral in Europa en speciaal in België. Thema’s: bibliografieën, geschiedenis, biografieën, recepten, godsdienstige- kinderkookkunst, dieetleer, vegetarisme, vegetalisme, huishoudkunde, sociologie, voedingsscheikunde, publiciteit, iconografie, letterkunde, muziek, enz.
De codering is aan de gang. Een kort overzicht van de catalogus komt voor op de website.
Deze bibliotheek bezit het enige exemplaar van de Cuisinier anglais.
De bibliotheek bezit eveneens andere collecties:
- Kunstgeschiedenis en archeologie
- Dans en choreografie
- Plaatselijke en dialectische archieven
- Geschiedenis van de Post en van het schrift (collectie gecreëerd in 2004 met het Museum “Postes restantes” gelegen in hetzelfde gebouw).

De werken zijn te raadplegen op schriftelijk verzoek en afspraak, gezien het vrijwilligerswerk van de bibliothecarissen.

## Museum

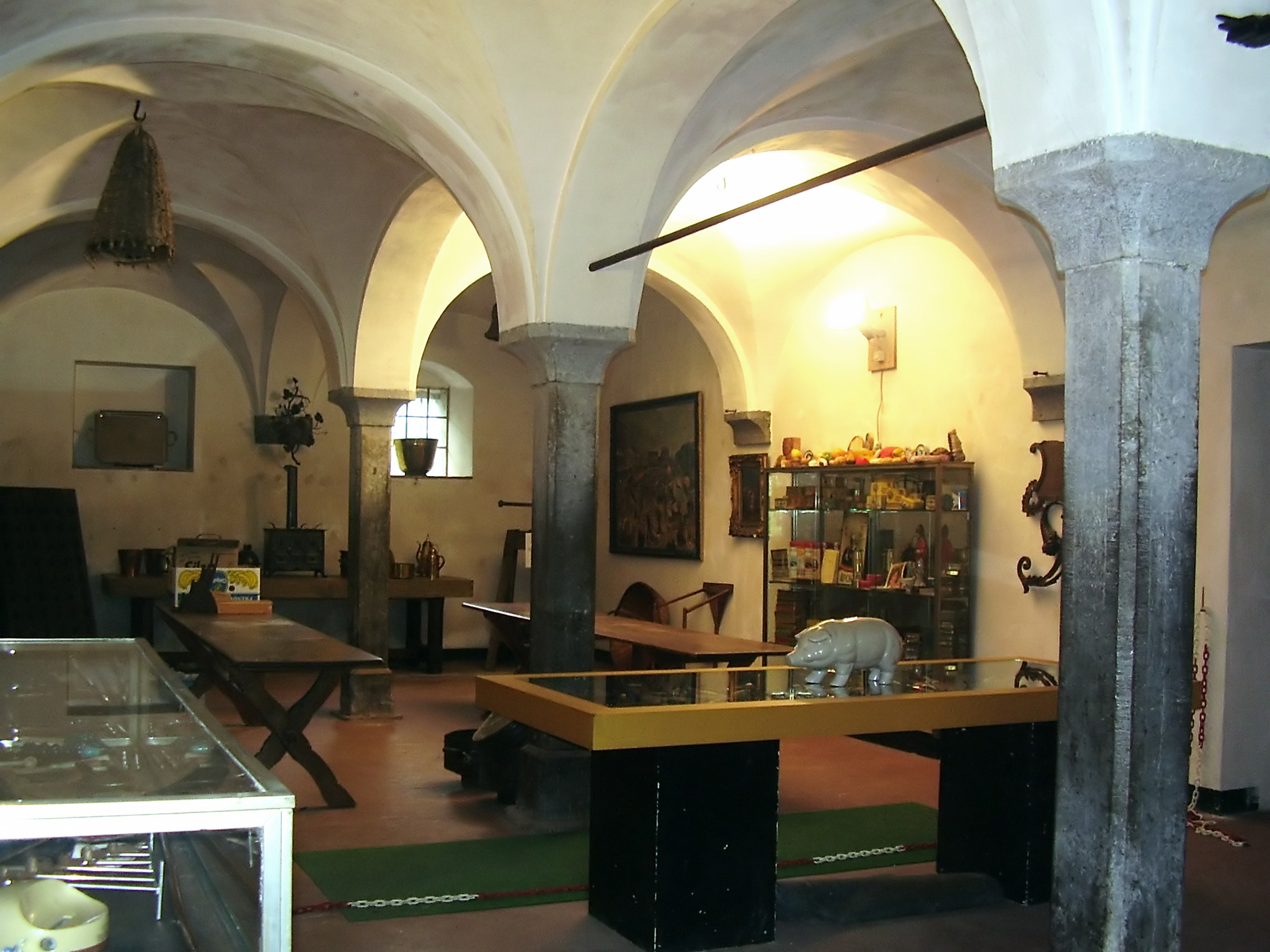
Een van de zalen

Authentieke voorwerpen van gastronomie, originele schilderijen, meubelen, meesterwerken en curiosa, worden in gewelfde zalen van de 17de eeuw voorgesteld.
De bezoeken zijn altijd geleid: een gids verklaart de geschiedenis van de kookkunst. Het museum is toegankelijk voor kinderen, ouderen en mensen met een handicap.

## Tentoonstellingen
Bibliotheek en museum organiseren ook tijdelijke tentoonstellingen in situ; ze nemen deel aan belangrijke culturele evenementen (als "Made in Belgium" in Brussel), en werken met andere musea of met kenniscentrums als de Centrum agrarische geschiedenis (CAG) van Leuven.

## Aanvullende activiteiten
Sinds 2002 organiseert de vzw geleide wandelingen om een speciale gastronomische patrimonium te ontdekken: de wilde eetbare planten.
De taverne van het museum stelt gerechten volgens oude recepten van de bibliotheek voor; het publiek kan zo oude en streekkookkunst proeven.

## Locatie
Bibliotheek en museum bevinden zich in de Ferme castrale, de versterkte hoeve van het kasteel van Hermalle-sous-Huy (in Engis, provincie Luik). Er zijn geleide bezoeken voor groepen in dit gebouw waarvan gedeelten dateren uit respectievelijk de 17de, 18de en 19de eeuw.
De website geeft agenda en toeristische inlichtingen en, uitsluitend in het Franstalige deel, achtergrondartikelen op speciale gastronomische onderwerpen.